# Ducado de Suárez
El ducado de Suárez es un título nobiliario español, con grandeza de España originaria, creado el 25 de febrero de 1981 por el rey Juan Carlos I de España y otorgado a Adolfo Suárez González, presidente del Gobierno de España entre 1976 y 1981, en reconocimiento a la labor desempeñada durante la transición a la democracia.
Desde 2014, su titular es su nieta Alejandra Romero Suárez, única hija de María del Amparo Suárez Illana, hija primogénita de Adolfo Suárez.

## Duques de Suárez

Grandes armas del i duque de Suárez.

| Creación por Juan Carlos I | Creación por Juan Carlos I | Creación por Juan Carlos I |
| Titular                    | Titular                    | Periodo                    |
| -------------------------- | -------------------------- | -------------------------- |
| i                          | Adolfo Suárez González     | 1981-2014                  |
| ii                         | Alejandra Romero Suárez    | 2014-actual titular        |

## Historia de los duques de Suárez
- Adolfo Suárez González (1932-2014), i duque de Suárez, grande de España.

Se casó con María del Amparo Illana Elórtegui. El 13 de enero de 2015, tras orden del 18 de noviembre de 2014 (BOE del 3 de diciembre), le sucedió —en virtud de la Ley 33/2006, del 30 de octubre, sobre igualdad del hombre y la mujer en el orden de sucesión de los títulos nobiliarios— su nieta materna:
- Alejandra Romero Suárez (1990-), ii duquesa de Suárez, grande de España.

Se casó con Pedro Armas García.